# 梅氏马先蒿
梅氏马先蒿（学名：Pedicularis mairei）为列当科马先蒿属的植物，为中国的特有植物。分布在中国大陆的云南等地，生长于海拔2,500米至2,600米的地区，一般生于干燥山坡以及草地中，目前尚未由人工引种栽培。